# 花緒莉
花緒莉（かおり、2月2日 - ）は、日本の漫画家。福岡県出身。
『Cheese!』2002年3月号増刊に掲載された「レモン」でデビュー。当時のペンネームは花生里（かおり）であった。占い師に姓名判断をしてもらい、初めての連載を機に改名を決意した。
2009年から2014年まで『Cheese!』（小学館）にて「ヒミツのアイちゃん」を連載。

## 作品リスト
- 食べちゃダメ（2006年4月26日）
  - 収録作品：「食べちゃダメ」「ラブシック♥ハニー」「ナツ★コイ」
- 僕の秘密を教えてあげる（2006年11月24日）
  - 収録作品：「僕の秘密を教えてあげる」「夏花☆マジック」「わたしたち、親子になりました。」「お熱いのはお好き?」「年下のオトコのコ☆」
- まるごと☆オレのモノ（2007年2月26日）
  - 収録作品：「まるごと☆オレのモノ」「甘いキスをちょうだい」「まるごと☆オレのモノ番外編」「まるごと☆オレのモノ特別編」（描き下ろし）
- きみのキスで触れて。（2007年7月26日 - 2007年12月21日刊、全2巻）
  - 収録作品：「きみのキスで触れて。」「ミエナイ、こころ」（1巻）「愛をしらねーの?」（2巻）「先輩の彼女と、後輩と。」（2巻）
- 今夜、君に会いにいく（2008年7月25日 - 2008年11月26日刊、全2巻）
  - 収録作品：「今夜、君に会いにいく」「1R（ワンルーム）」（1巻）「ゆきのにおい。」（2巻）
- キレイのたまご（2009年4月24日）
  - 収録作品：「キレイのたまご」「1min,（ワンミニット）キス」「ビューティー×ビューティー」
- ヒミツのアイちゃん（2010年1月26日 - 2015年2月26日刊、全15巻）
  - 収録作品：「てのひらの…」（1巻）「18までにしたい××なこと」（4巻）
- 百日紅男子高等学校!!（2015年4月24日 - 2016年7月26日刊、全2巻)
- ヒミツのヒロコちゃん（2016年11月25日 - 2023年3月24日刊、全6巻)
- 恋は空から降ってくる（『Cheese!』2024年6月号[3] - 2025年6月号[4]→『プレミアCheese!』2025年6月号[5] - 、既刊1巻）